# دهه ۵۹۰ (میلادی)
دهه ۵۹۰ (میلادی) دهه پنجاه و نهم تقویم میلادی است.

## درگذشتگان
‎